# John Spencer-Churchill (7e duc de Marlborough)
Pour les autres membres de la famille, voir Famille Spencer.
John Spencer-Churchill, né le 2 juin 1822 et mort le 4 juillet 1883 à Berkeley Square, Cité de Westminster, 7e duc de Marlborough, connu sous les titres de comte de Sunderland puis de marquis de Blandford, est un homme politique britannique.

## Biographie
Fils de George Spencer-Churchill (6e duc de Marlborough), il fait ses études à Eton College, puis à l'Oriel College (Oxford).
Il siège à la Chambre des communes de 1844 à 1857.
Il succède à son père dans le titre de duc de Marlborough et à la Chambre des lords en 1857. Il le remplace également dans les fonctions de Lord Lieutenant de l'Oxfordshire.
Il est Lord Steward of the Household (en) de 1866 à 1867 dans le gouvernement de Lord Derby, puis Lord Président du Conseil de 1866 à 1868 sous Lord Derby puis Benjamin Disraeli.
Il entre au Conseil privé en 1866 et est fait chevalier de l'ordre de la Jarretière en 1868.

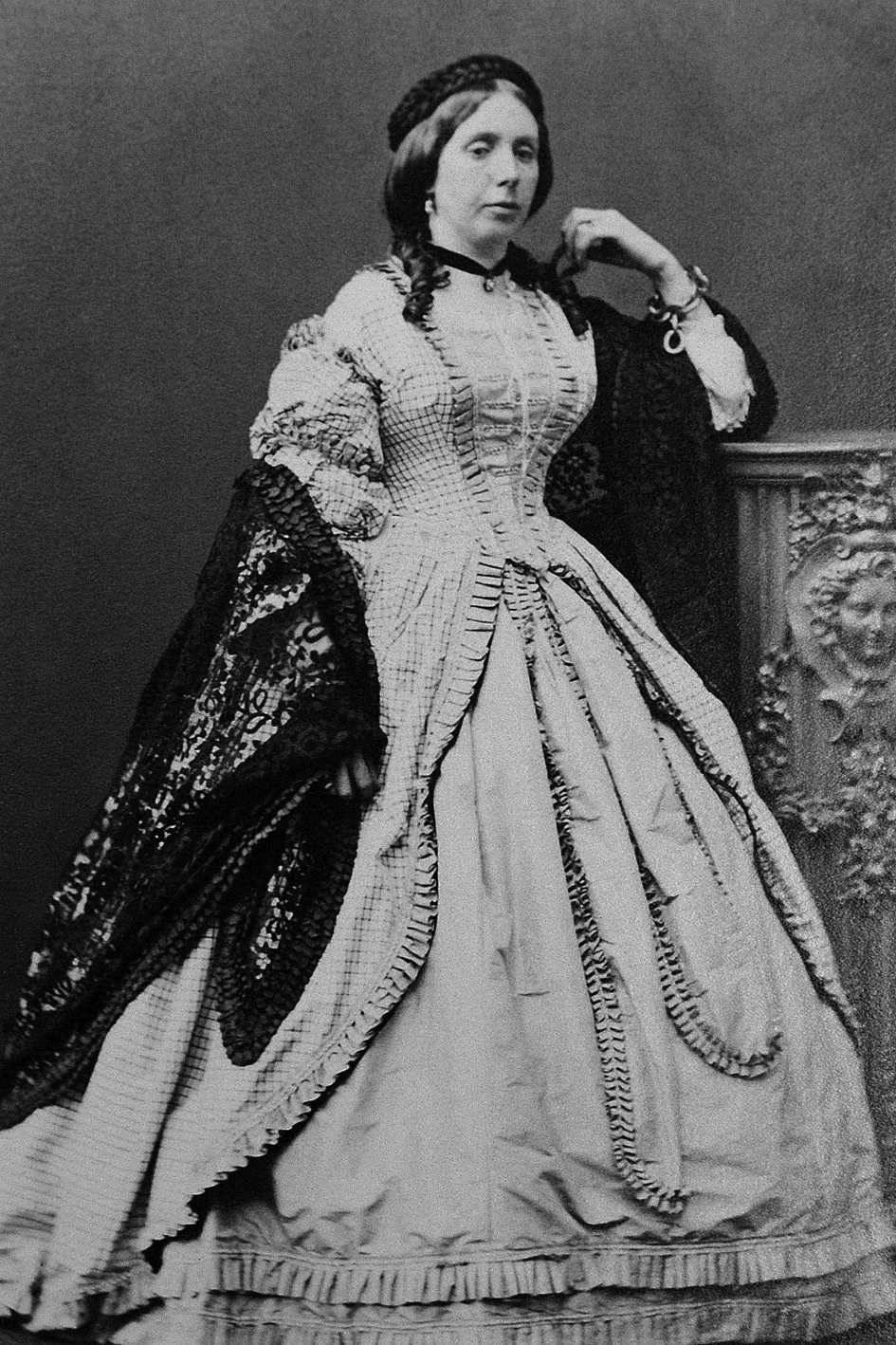
Portrait de la duchesse de Marlborough.

Il est Lord lieutenant d'Irlande de 1876 à 1880.
Marié en avec Frances Anne Emily Vane (en), fille de Charles Vane (3e marquis de Londonderry) et de Frances Vane-Tempest (en), il est le père de George Spencer-Churchill (8e duc de Marlborough), de Randolph Churchill, d'Anne Innes-Ker (en) et de Sarah Wilson, ainsi que le beau-père de Ivor Guest (1er baron Wimborne), de William Fellowes (2e baron de Ramsey), de James Innes-Ker (7e duc de Roxburghe) et de Richard Curzon (4e comte Howe).

## Sources
- (en) Cet article est partiellement ou en totalité issu de l’article de Wikipédia en anglais intitulé « John Spencer-Churchill, 7th Duke of Marlborough » (voir la liste des auteurs).